# Associazione Calcio Lecco 1942-1943
Questa voce raccoglie le informazioni riguardanti  l'Associazione Calcio Lecco nelle competizioni ufficiali della stagione 1942-1943.

## Rosa
| N. |                   | Ruolo | Calciatore         |
| -- | ----------------- | ----- | ------------------ |
|    | Italia (bandiera) | D     | Pietro Albani      |
|    | Italia (bandiera) | A     | Eugenio Bacis      |
|    | Italia (bandiera) | C     | Oreste Barale      |
|    | Italia (bandiera) | D     | Giuseppe Barcella  |
|    | Italia (bandiera) | C     | S. Cerioli         |
|    | Italia (bandiera) | A     | Italo Guidi        |
|    | Italia (bandiera) | C     | Giovanni Mazzoleni |
|    | Italia (bandiera) | A     | Aldo Morosini      |
|    | Italia (bandiera) | A     | Aurelio Piazza     |

| N. |                   | Ruolo | Calciatore         |
| -- | ----------------- | ----- | ------------------ |
|    | Italia (bandiera) | P     | F. Pirotta         |
|    | Italia (bandiera) | A     | Umberto Renica     |
|    | Italia (bandiera) | A     | Pietro Riva        |
|    | Italia (bandiera) | D     | Carlo Rossetti     |
|    | Italia (bandiera) | D     | Costantino Sala    |
|    | Italia (bandiera) | A     | R. Spada           |
|    | Italia (bandiera) | D     | Angelo Tosi        |
|    | Italia (bandiera) | C     | Celestino Zanaboni |
|    | Italia (bandiera) | P     | Giuseppe Zibetti   |

## Risultati

### Serie C

#### Girone C

##### Girone di andata
| Lecco 4 ottobre 1942 1ª giornata | Lecco | 3 – 1 referto | Monza |  |

| Lissone 11 ottobre 1942 2ª giornata | Lissone | 0 – 2 referto | Lecco |  |

| Lecco 18 ottobre 1942 3ª giornata | Lecco | 2 – 0 referto | Fogliano Meda |  |

| Carate Brianza 5 novembre 1942 4ª giornata | Caratese | 1 – 4 referto | Lecco |  |

| Lecco 1 novembre 1942 5ª giornata | Lecco | 3 – 2 referto | Cantù |  |

| Sesto San Giovanni 8 novembre 1942 6ª giornata | Falck | 2 – 2 referto | Lecco |  |

| Lecco 15 novembre 1942 7ª giornata | Lecco | 3 – 0 referto | Gerli |  |

| Seregno 16 dicembre 1942 8ª giornata | Seregno | 1 – 1 referto | Lecco |  |

| Lecco 6 dicembre 1942 10ª giornata | Lecco | 2 – 0 A tav. per forfait referto | Vis Nova |  |

| Como 13 dicembre 1942 11ª giornata | Como              | 0 – 0 referto | Lecco | \| Arbitro: \| Cipriani (Milano) \| |
| Arbitro:                           | Cipriani (Milano) |               |       |                                     |

| Lecco 20 dicembre 1942 12ª giornata | Lecco | 2 – 0 referto | Breda |  |

| Crema 27 dicembre 1942 13ª giornata | Crema | 0 – 0 referto | Lecco |  |

##### Girone di ritorno
| Monza 3 gennaio 1943 14ª giornata | Monza | 0 – 4 referto | Lecco |  |

| Lecco 10 gennaio 1943 15ª giornata | Lecco | 8 – 1 referto | Lissone |  |

| Meda 17 gennaio 1943 16ª giornata | Fogliano Meda | 0 – 2 referto | Lecco |  |

| Lecco 24 gennaio 1943 16ª giornata | Lecco | 11 – 1 referto | Caratese |  |

| Cantù 31 gennaio 1943 18ª giornata | Cantù | 0 – 1 referto | Lecco |  |

| Lecco 7 febbraio 1943 19ª giornata | Lecco | 1 – 0 referto | Falck |  |

| Cusano Milanino 14 febbraio 1943 20ª giornata | Gerli | 1 – 2 referto | Lecco |  |

| Lecco 21 febbraio 1943 21ª giornata | Lecco | 1 – 0 referto | Seregno |  |

| Giussano 7 marzo 1943 23ª giornata | Vis Nova | 0 – 1 referto | Lecco |  |

| Lecco 14 marzo 1943 24ª giornata | Lecco | 0 – 0 referto | Como |  |

| Sesto San Giovanni 21 marzo 1943 25ª giornata | Breda | 1 – 1 referto | Lecco |  |

| Lecco 28 marzo 1943 26ª giornata | Lecco | 3 – 1 referto | Crema |  |

#### Girone finale B

##### Girone di andata
| Lecce 4 aprile 1943 1ª giornata | Lecce | 3 – 1 referto | Lecco |  |

| Lecco 11 aprile 1943 2ª giornata | Lecco | 1 – 2 referto | Verona |  |

| Lecco 18 aprile 1943 3ª giornata | Lecco | 1 – 0 referto | Carrarese P. Binelli |  |

| Parma 25 aprile 1943 4ª giornata | Parma | 3 – 2 referto | Lecco |  |

| Lecco 2 maggio 1943 5ª giornata | Lecco | 1 – 3 referto | Pro Gorizia |  |

##### Girone di ritorno
| Lecco 9 maggio 1943 6ª giornata | Lecco | 0 – 2 referto | Lecce |  |

| Verona 16 maggio 1943 7ª giornata | Verona | 1 – 1 referto | Lecco |  |

| Carrara 23 maggio 1943 8ª giornata | Carrarese P. Binelli | 2 – 3 referto | Lecco |  |

| Lecco 30 maggio 1943 9ª giornata | Lecco | 1 – 2 referto | Parma |  |

| Gorizia 6 giugno 1943 10ª giornata | Pro Gorizia | 5 – 0 referto | Lecco |  |